# Sirius (acelerador de partículas)
Sirius es un acelerador de partículas de tipo sincrotrón ubicado en la ciudad de Campinas, en el interior de São Paulo, Brasil. El Sirius sucedió al primer acelerador de partículas en Brasil, el UVX. El Laboratório Nacional de Luz Síncrotron (LNLS), que ya gestiona el UVX, también está coordinando el proyecto Sirius.

Acelerador de partículas Sirius

## Histórico

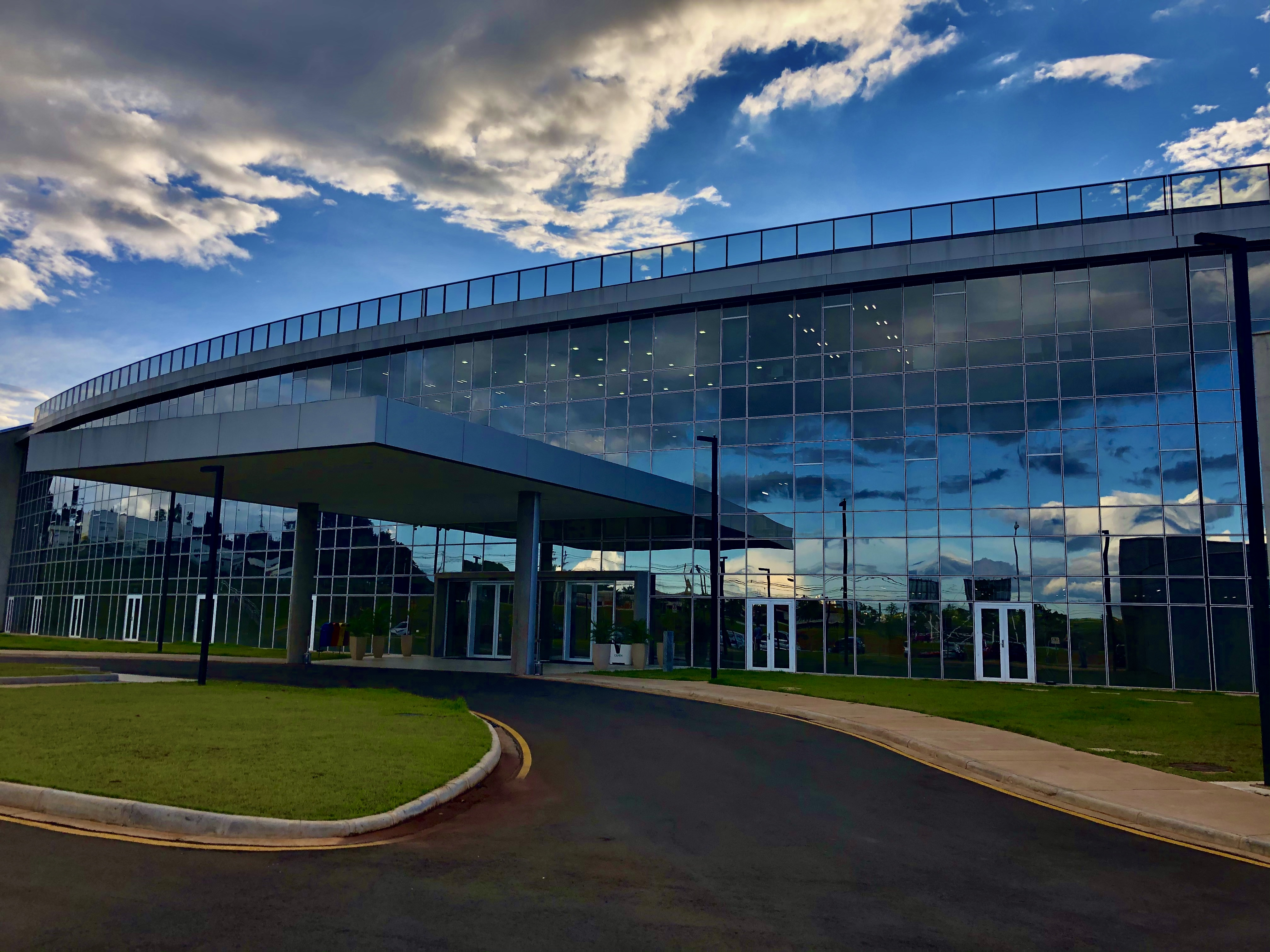
Entrada principal del Sirius

Su construcción se inició en 2014 y fue inaugurado el 14 de noviembre de 2018, a la fecha se celebró la entrega de la primera etapa del proyecto Sirius cuando se entregaron el edificio y dos de las tres aceleradoras. La segunda etapa prevista en el proyecto incluirá la finalización de la construcción del tercer acelerador y el inicio de las actividades de Sirius por parte de los investigadores y está prevista para el segundo semestre de 2019. Las siete estaciones de investigación están previstas para el año 2021.
Los aceleradores de partículas son dispositivos que suministran energía a haces de partículas subatómicas cargadas eléctricamente en el sincrotrón, un campo eléctrico es responsable de la aceleración de las partículas (electrones, en la mayoría de los casos) y un campo magnético hace que la partícula se desvíe hacia una órbita circular.
El LNLS es una instalación con tecnología avanzada en Brasil abierta para ser utilizada por investigadores de cualquier universidad o empresa del país y del mundo. Es un equipo único en toda América Latina y raro en todo el mundo.
LNLS integra el Centro Nacional de Pesquisa em Energia e Materiais (CNPEM) con otros tres laboratorios nacionales: el Laboratorio Nacional de Biociencias (LNBio), el Laboratorio Nacional de Ciencia y Tecnología del Bioetanol (CTBE) y el Laboratorio Nacional de Nanotecnología (LNNano).

### Acelerador UVX

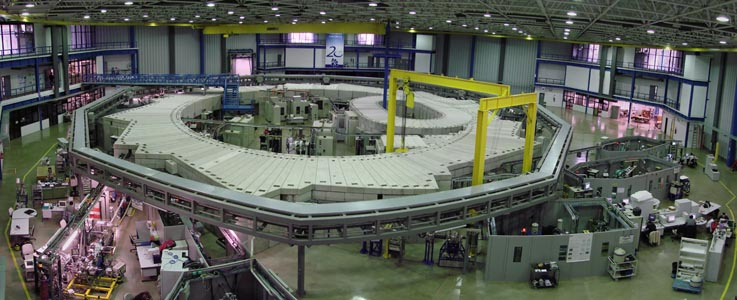
Acelerador UVX

El primero acelerador de partículas en operación del LNLS fue el UVX, utilizado como fuente de luz que es el pionero de este tipo en el hemisferio sur y fue diseñado y construido en Brasil. El proyecto UVX, también ubicado en Campinas, se inició en 1985, por iniciativa de los físicos Ricardo Lago y Ricardo Rodrigues. 
Se inauguró en 1997 y se trata de un acelerador sincrotrón de segunda generación que opera con haces de electrones a una energía de 1.37 GeV, con un acelerador lineal de 120 MeV y un Inyector de Sincrotrón, o Booster, de 500 MeV.

## Acelerador Sirius
El nuevo acelerador de partículas tiene una circunferencia de 518 metros y una emitancia de 0,27 nanómetros-radianes. Para proteger a las personas de la radiación liberada por el funcionamiento de la máquina, el conjunto está blindado por 1 kilómetro de muros de hormigón de 1,5 metros de espesor y 3 metros de altura. La inversión en el proyecto fue de 1.800 millones de reales, el proyecto científico más ambicioso jamás realizado en Brasil y se completó en 2020.

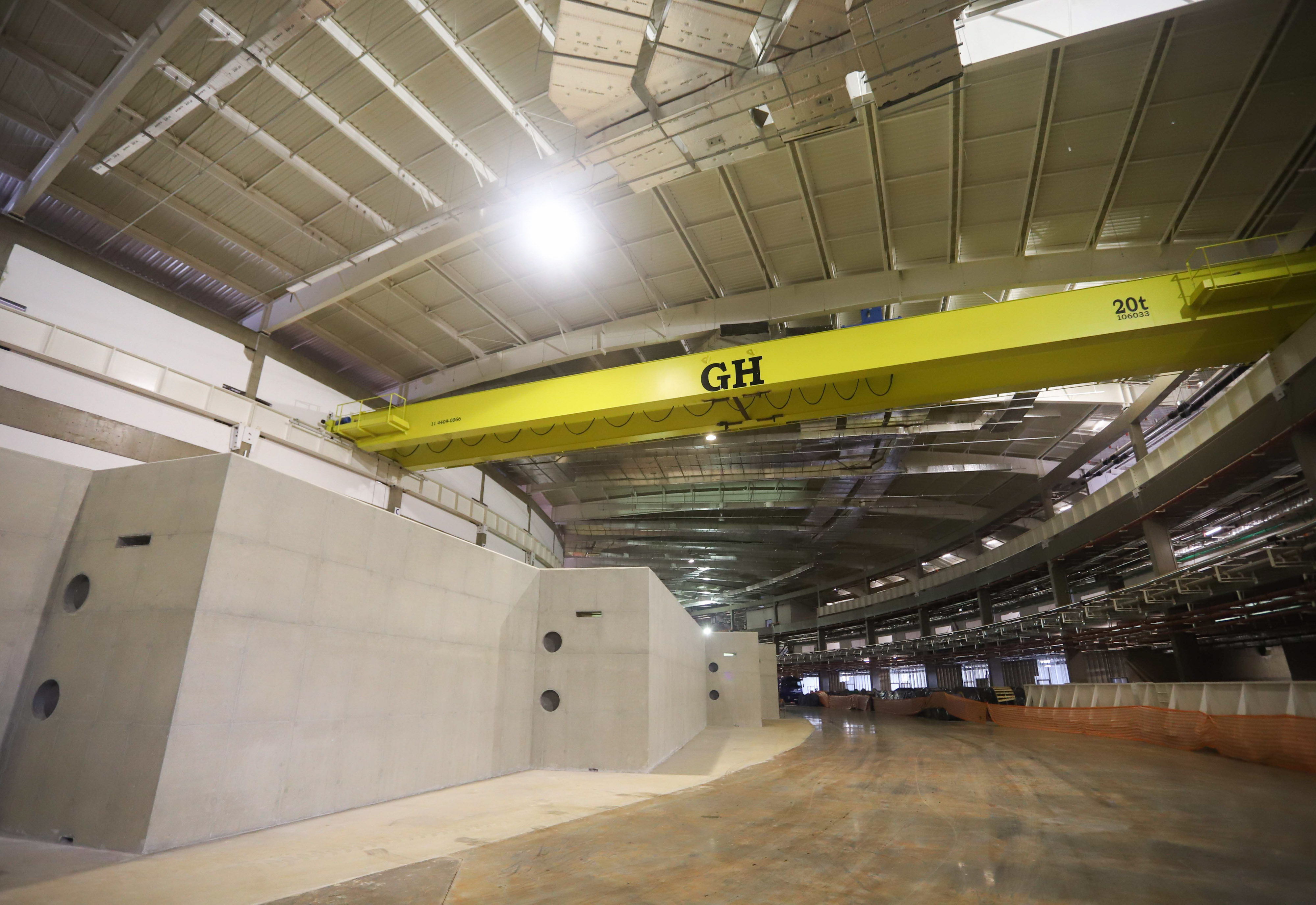
Interior del acelerador de partículas Sirius

Las estaciones de luz del Sirius están equipadan con instrumentos que permiten revelar estructuras tridimensionales de proteínas y enzimas y patógenos humanos con resoluciones que no se pueden lograr con equipos convencionales. Una de las técnicas disponibles permite revelar la posición de cada uno de los átomos que componen una determinada proteína estudiada, sus funciones e interacciones con otras moléculas, que pueden ser utilizadas como principios activos en nuevos fármacos, por ejemplo.
Otra aplicación actual del acelerador es la creación de materiales superconductores a base de niobio mediante el desarrollo de una aleación de niobio y titanio.
El CNPM también cerró recientemente un acuerdo con el CERN europeo para la cooperación en investigación de diversa índole, además del interés en compartir tecnologías entre las organizaciones brasileñas y europeas en el área de superconductores, pudiendo Sirius ser utilizado para la investigación. materiales utilizados en el nuevo acelerador de partículas del CERN, el denominado Future Circular Collider.